# 馬場状態
馬場状態（ばばじょうたい）とは競馬の競走を行うコース（本馬場）の状態を示す言葉である。

## 日本の馬場状態
日本における競馬では芝・ダートともに良（りょう）、稍重（ややおも）、重（おも）、不良（ふりょう）の4段階で馬場状態を示している。「良」を基本状態として含水率の上昇に伴い「稍重」「重」「不良」と変化してゆく。中央競馬・地方競馬ともに同様の表記で示される。なお、ばんえい競馬は馬場状態を含水率の数値そのもので発表している（後述）。
現行の4段階による表記となったのは旧日本競馬会時代の1937年（昭和12年）からである。1919年からの記録では「良」「稍重」「不良」の他に「良好」・「佳良」・「稍可」・「稍湿」・「湿」・「湿潤」・「泥寧」という表現がなされていた。
2003年から2005年までの中央競馬の馬場別の出現率は以下表の通りである。
|              | 良   | 稍重 | 重  | 不良 |
| ------------ | ---- | ---- | --- | ---- |
| 芝コース     | 83.8 | 10.4 | 3.7 | 2.1  |
| ダートコース | 69.2 | 13.9 | 9.0 | 7.9  |

### 芝コース

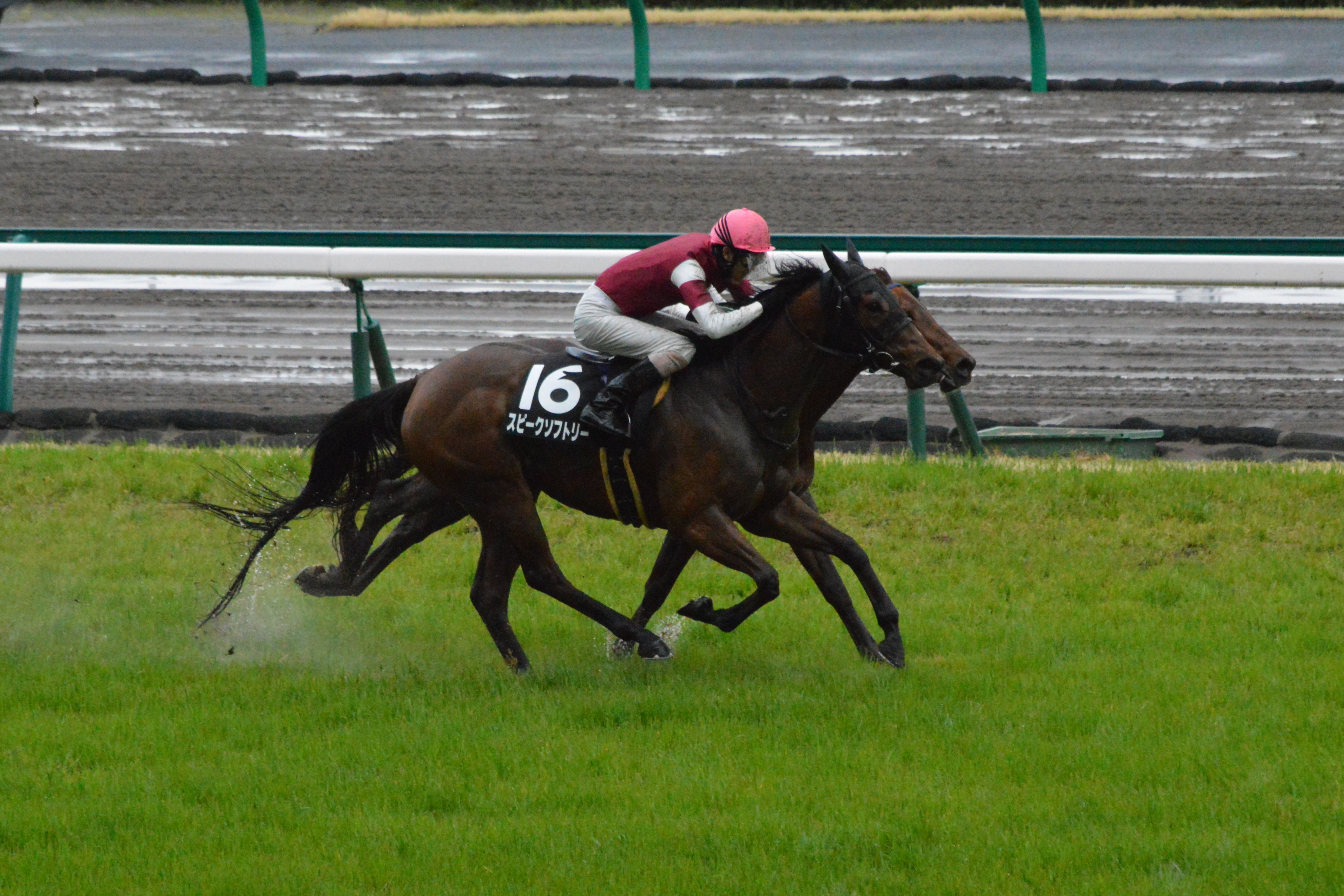
水しぶきが飛ぶ芝の不良馬場
（奥のダートも不良馬場）

「良」「稍重」の範囲では大きな負担もなく走りやすい状態である。「重」「不良」と変化してゆくと、芝がぬかるんで滑るようになり、レースタイムが掛かるようになる。馬場状態で表すと「良」「稍重」「重」「不良」と変化してゆくにつれてレースタイムが掛かるようになる。
現在の芝コースは路盤が砂地で構成され排水性が良好であるため、多少の雨ではコース上へ水が溜まってしまうことはない。そのため、相当な量の水を吸って重くならないと「重」発表には至らない。

### ダートコース

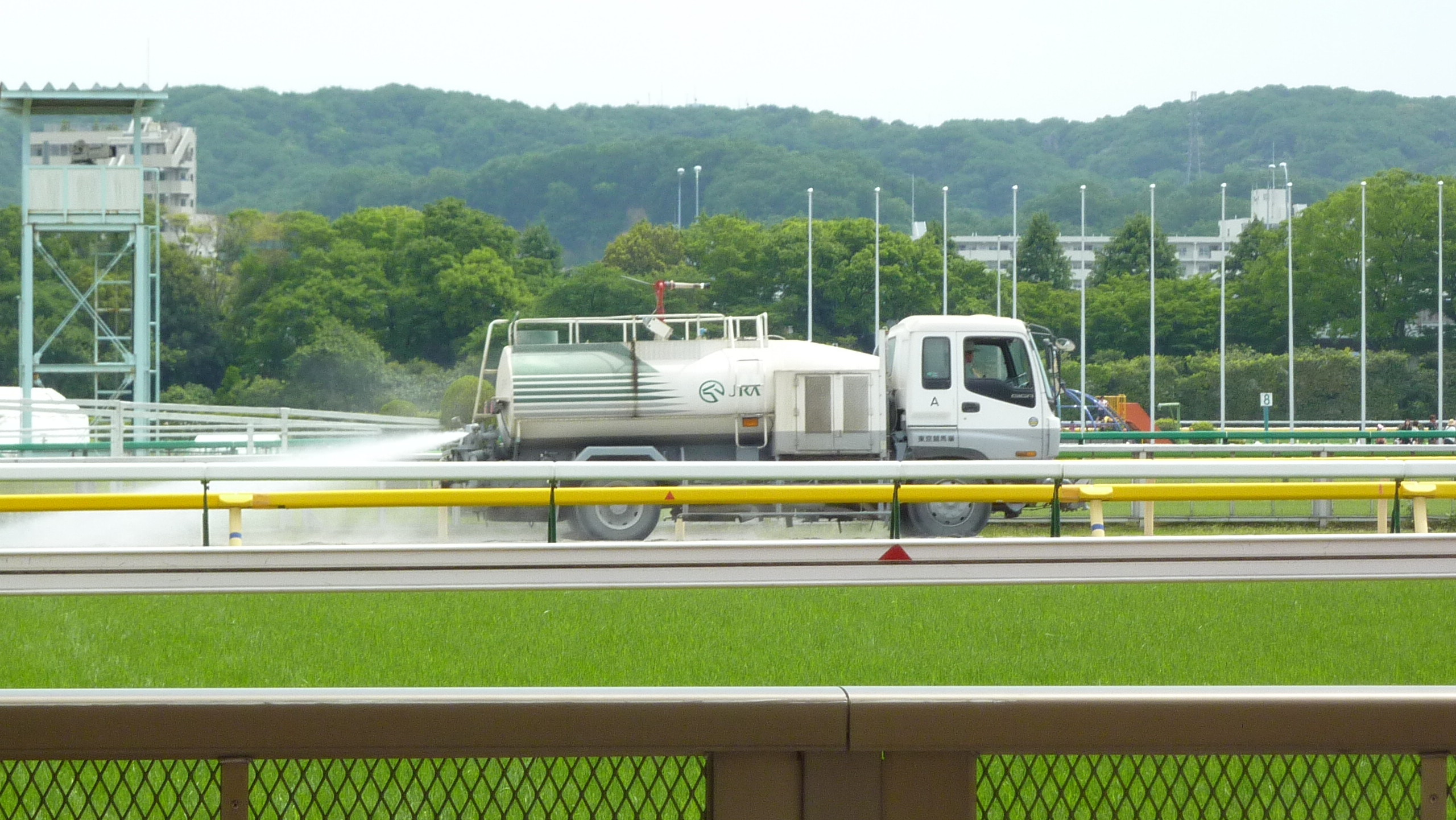
散水車によるダートコースの散水

芝の場合と異なり、一般的には含水率がある程度高まった方が（馬場状態で言えば「稍重」から「重」）レースタイムは速くなる傾向にある。
「良」の場合、クッション砂の粒子がバラバラの状態なので、肢を踏み込んだ際に蹄の下でクッション砂がパッと散る形となる。そのため、クッション砂が蹄と路盤の間へ残った状態となり、踏み抜けない場合はコロの作用が発生して推進力が逃げることにより、他の馬場状態に比べレースタイムが掛かることになる。ただし、力のある馬であればクッション砂を下層まで踏み抜くことが出来る。ダートではパワー型が有利と言われるのはこの現象によるものである。「稍重」から「重」の状態であれば、クッション砂同士がくっつき蹄と路盤の間の砂が引き締まった状態となり動きにくくなる。その結果推進力が逃げなくなりレースタイムが速くなる。「不良」まで達した場合、水によって少し砂が浮いてしまう状態となる。それにより砂が動きやすい状態となって路盤の上で蹄が滑りやすくなりレースタイムが遅くなる現象が起こる。ただし、近年では「不良」といえどもレースタイムは掛からない傾向にある。
外観による変化の参考点として、「良」ではサラサラの砂状態であるのに対し、手に取って握ると砂が固まる程度になると「稍重」、足で数回踏み固めて水が浮き出す位になれば「重」である。
ダートコースが乾いてきた場合、粉塵が舞うのを防止するため、散水車によってダートコースへ水が散布される（写真参照）。なお、散水車で散布した程度では含水率は0.5%程度しか上がらないという。

### 不良馬場

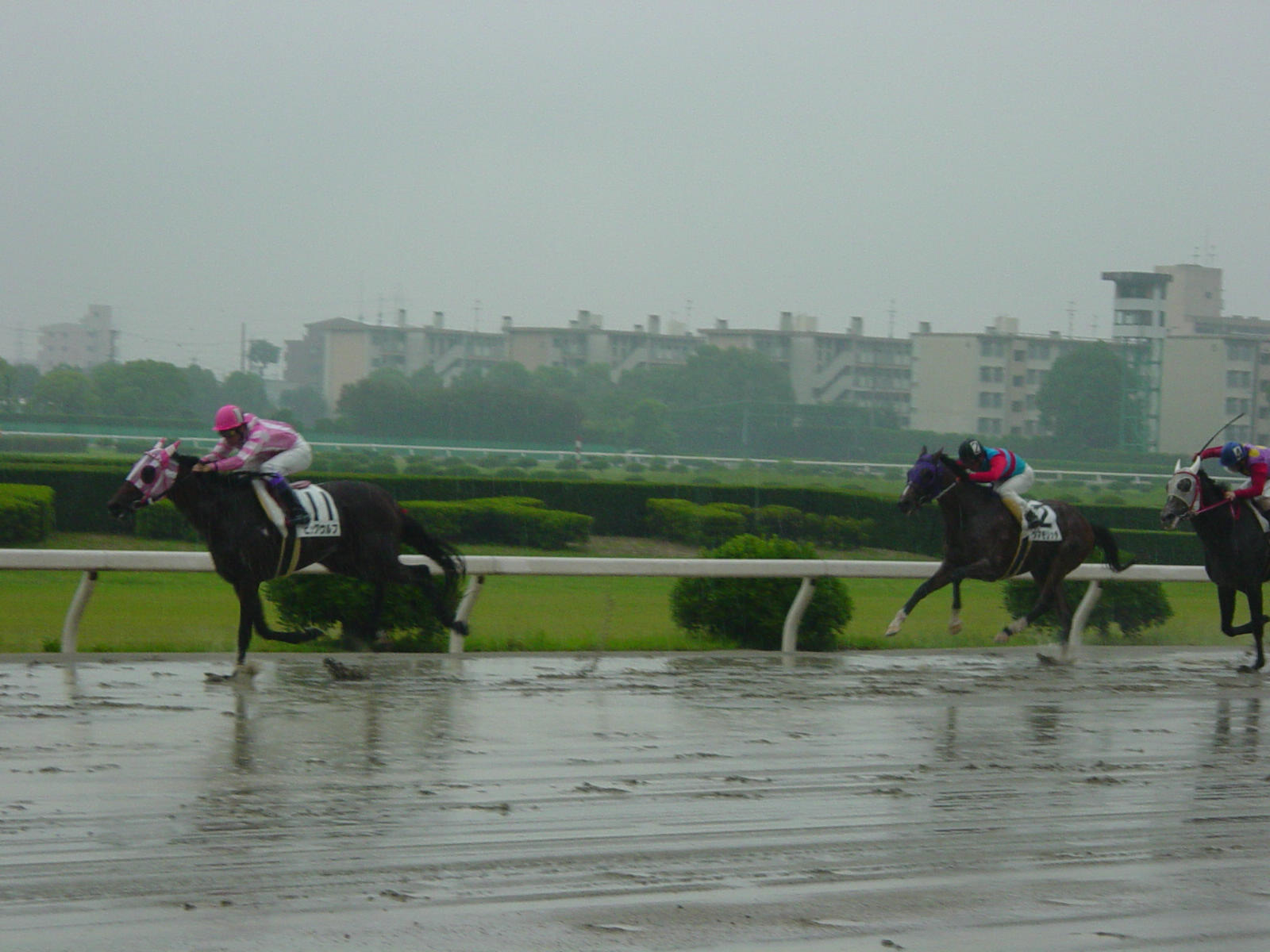
不良馬場の例
（2003年6月18日の名古屋競馬場）

「重」よりもさらに含水率が上昇した状態。段階としては「不良」が最終段階となる。外観的には芝・ダートが泥まみれになりコース表面へ水たまりができている状態である（写真参照）。あまりに酷い場合は「田んぼ」などと揶揄されることもある（とくにダートでは用いられやすい）。

#### 不良馬場を巡るレース形態と格付の変更
1998年2月15日の東京競馬場では前日からの激しい積雪により芝コースが閉鎖され、その当日すべての芝レースはダートに変更された。変更に伴い距離は芝1800メートルからダート1600メートルに変更され、レース形態の変更により第32回共同通信杯4歳ステークスのGIII格付けが取り消された。

### 中央競馬における馬場状態の確認手法
開催当日の早朝に本馬場からサンプル採取が行われる。芝コースの含水率の測定サンプルは4箇所（直線のゴール前100m地点、2コーナー、3コーナー、4コーナー）から採取、ダートは3箇所採取している。
芝コースのサンプルは表面の芝やマット層（根や茎が存在している層）ではなく、更に下層の路盤の層から採取する。馬場状態に影響しているのは路盤の土の層であり、芝やマット層では植物自体の水分も多く含まれる事により、正確な含水率を採取出来ないためである。
一方、ダートコースの場合は、砂なので保有水分のばらつきは芝に比べ少ない。そのため、路盤の土までは採取せず、表層のクッション砂よりサンプルを採取している。
サンプル採取後はサンプルを測定器へ掛けて含水率を算出する。測定器は赤外線水分計を用いており、赤外線の熱によって水分を蒸発させることにより、測定前と測定後のサンプルの重量を比較することで含水率を算出する。芝コースは最低値と最高値の2箇所を除いた残り2箇所の算出平均値、ダートコースは3箇所の算出平均値が用いられる。
含水率の基準として東京競馬場の例（2011年時点）を挙げると、芝コースの場合は「良」で17%以下、「稍重」で17〜20%、「重」で20〜23%、「不良」で22%以上となっている。
一方、ダートコースの場合は、「良」で10%未満、「稍重」で10〜13%、「重」で13〜16%、「不良」で16%以上となっている。
なお、芝コースは各競馬場において路盤の土や産地が違うため、含水率の基準値は中央競馬の各競馬場ごとに差がある。それに対しダートコースの場合は、中央競馬の全競馬場において青森県の六ヶ所村付近の海砂を採用しており、各競馬場ごとの基準値に大きな差はない。
含水率を算出した後は、朝にもう一回馬場取締委員を交えて馬場の踏査が行われる。踏査の後に含水率をベースに踏査結果や当日の天候が勘案され、馬場状態の判断・発表となる。馬場状態を発表後、レースが始まった後は馬場職員をコースへ配置して馬場状態の変化を見極め、変化があった時点ですぐに馬場状態の変更発表を行っている。
なお、含水率の調査タイミングは基本的に早朝に一度行われるのみである。その理由として、含水率の調査には1時間程度を要するため、降雨が続いている様な状況では馬場の含水率が判明するまでの間に含水率のデータが変わってしまうためである。
元日本中央競馬会（JRA）理事で現中央競馬ピーアール・センター社長の新屋勇人によると、その様な状況であれば経験を積んだ馬場職員に馬場の状態を見てもらった方が正確で早いという。また、馬場に携わっている人であればプラスマイナス1%の誤差の範囲で含水率が分かるという。

含水率は2018年（平成30年）7月の第2回新潟競馬・第2回小倉競馬・第1回札幌競馬開幕週からJRAホームページおよびラジオ日本で開催当日の朝に放送される直前情報番組『中央競馬大作戦』で公表を開始。2020年（令和2年）9月の第4回中山・第2回中京開催からは芝コースのクッション値も公表されるようになった。

### 競馬新聞への表記
競馬新聞への馬場表記方法として、着順へ「良」は白丸（○）、「稍重」は白四角（□）、「重」は黒丸（●）、「不良」は黒四角（■）で表記されている。また、過去の戦績とは別枠で「重」「不良」時の戦績を掲載している。
開催側の公式発表に依らない競馬新聞などでの表現として、馬場の含水率が少ない乾いた状態を「パンパン」、馬場の含水率が多い湿った状態を「道悪」（みちわる）と表現する場面もある。

### ばんえい競馬
ばんえい競馬では、馬場状態をパーセンテージによる数値（含水率）で「馬場水分」として発表しており、帯広競馬場内の着順掲示板や場内モニターによって周知している。
馬場水分を調査する為の砂は走路監視員によって第2障害からゴール前30m地点の砂を2コース・5コース・8コースからそれぞれ採取し、赤外線水分計によって計測した3コース分の含水率から平均値を発表している。ばんえい競馬では赤外線水分計を1974年から導入している。赤外線水分計の導入以前は、肉眼で馬場状態の判定を行い「重」「稍重」「稍軽」「軽」の4段階で馬場状態を表記していたが、1973年に赤外線水分計を導入して試験的に測定を行った結果、良好であったので、赤外線水分計の本格的運用と馬場水分の数値化が決定され、現在に至る。
馬場水分の計測は、レース当日に計7回行われる。
馬場含水率は2.0〜3.0%の範囲が標準となる。これより含水率が減少すると「重馬場」となり、逆に含水率が増加すると「軽馬場」となる。「重馬場」の状態では砂が乾いているため、そりと砂の摩擦量が大きくなる。よってパワーのある馬が有利となる。反対に「軽馬場」の状態では砂が湿っているため、ソリが滑りやすく、スピードが出やすくなって先行馬に有利となる。
競馬ブック北海道支社でばんえいを担当するトラックマンの木本利元によると、「重馬場」では競走中にミスを発生させてもレースタイムが比較的ゆっくりであるため流れを取戻しやすく、パワーのない馬はそもそもソリを引っ張る力量がないため、「重馬場」のレースでは実力差のハッキリ出た堅いレースに落ち着くことが多いという。
ただ、含水率1%以下の「重馬場」状態であっても、それほどタイムが掛からない時もある。北海道新聞の記事によるばんえい競馬関係者の話では「砂がサラサラしているので馬の足にまとわりつかなくなり走りやすいのでは」「砂が滑車の役割となりソリが動きやすいのでは」といった声があり、馬場が極端に乾いた場面では馬場が軽くなっているのでは、という見方がばんえい競馬関係者にはある。

## 馬場状態を表すさまざまな表現
馬場状態の基準は国や競馬場ごとに異なっている。
日本中央競馬会（JRA）
「良」、「稍重」、「重」、「不良」の4段階。
競馬情報を海外向けに英訳するにあたり、2023年現在、下表のように翻訳している。なお、芝コースの良馬場の表記は以前は「Firm」であったが、2021年に「Good to Firm」に変更した。
| 馬場   | 良           | 稍重 | 重       | 不良   |
| ------ | ------------ | ---- | -------- | ------ |
| 芝     | Good to Firm | Good | Yielding | Soft   |
| ダート | Standard     | Good | Muddy    | Sloppy |

### 芝コース
イギリス
イギリスでは現在は基本的に馬場状態を7区分しており、馬場が堅い方から、「Hard」、「Firm」、「Good to Firm」、「Good」、「Good to Soft」、「Soft」、「Heavy」の7段階になっている。これに加えて「Frozen」があり（通常、平地競馬は行わない）、このほか以前使われていた区分として、「Good to Yielding」（Good to Softに相当）、「Yielding」（Softに相当）、「Holding」（Heavyに相当）がある。馬場状態の発表は複合的に行なわれており、例えば「全体としてはGood to Firmだが直線の一部がSoftである」というような場合がある。
開催委員が馬場状態を判定するめに実際に馬場を歩き、ステッキでつついたり靴のかかとの感触で判定している。フランスのようにペネトロメーターの導入が検討されたこともあったが、イギリスには不向きだとして不採用になった。
- イギリスの馬場表記と日本語訳例

| 英語表記          | Hard | Firm     | Good to Firm | Good                  | Good to Soft Good to Yielding | Soft Yielding   | Heavy Holding | Frozen |
| 日本語訳例        | 堅   | 堅良[34] | 良[35][36]   | 稍良[37] 稍重[36][38] | 稍良[37] 稍重[36][38]         | 稍重 重[39][36] | 不良[40]      |        |
| JRAの翻訳基準[41] | 良   | 良       | 良           | 良                    | 稍重                          | 重              | 不良          |        |
- 部分的な馬場状態の翻訳例 - 「Good in Places」（一部稍重）[36]

基本的には、ジョッキークラブは平地競走は「Good to Firm」で行うように指示しており、天候やコース状況に応じて散水が行なわれるものの、気候の変わりやすいイギリスでは「Good to Firm」を維持することは困難と考えられている。「Firm」や「Hard」の場合には、競馬場側がレースの開催を中止する場合もある。1987年に記録的な旱魃に見舞われたときは、渇水のために競馬場での散水が禁じられたため、多くの競馬場が開催中止に追い込まれた。そうでない場合でも、イギリスでは一般的に、夏場の「Firm」や春先や冬場の「Hard」は敬遠され、多くの調教師は馬場状態を理由に出走を取り消す。イギリスでは平地競馬は春から秋までなので、平地競馬で「Frozen」になることはほとんど無いが、秋から春の間は障害競走をやっており、Frozenとなる場合もある。
アイルランド
- アイルランドの馬場表記と日本語訳例

| 英語表記          | Firm     | Good to Firm | Good     | Good to Yielding | Yielding     | Yielding to Soft | Soft   | Soft to Heavy | Heavy | Frozen |
| 日本語訳例        | 堅良[42] | 良[43]       | 稍良[44] | 稍重[45][46]     | 稍重[45][46] |                  | 重[47] | 不良[48]      |       |        |
| JRAの翻訳基準[49] | 良       | 良           | 良       | 稍重             | 稍重         | 重               | 重     | 重            | 不良  |        |
フランス
フランス語では馬場状態を意味する語として「terrain」が用いられる。フランス競馬では、ペネトロメーターという測量機器による計測値をもとに馬場状態を決定している。円錐形をした1kgの重りを1メートルの高さから馬場に落とし、何cm沈み込んだかで判定する。計測は馬場の複数の場所で行い、決定される。開催中の馬場状態の変化を逐一発表する日本競馬と異なり、フランスでは一度発表された馬場状態はよほどの急変がない限り変更されない。英語の「dry」に相当する「sec」は競馬を行うにはふさわしくないほどの硬さであると考えられており、散水してtres leger以上にする。
| 沈降量 （cm）     | - 1.0 | 1.1 - 2.2  | 2.3 - 2.7 | 2.8 - 2.9 | 3.0 - 3.2 | 3.3 - 3.4  | 3.5 - 3.7 | 3.8 - 4.1   | 4.2 - 4.5    | 4.6 - 5.0 | 5.1 -      |
| フランス語        | sec   | tres leger | leger     | bon leger | bon       | bon souple | souple    | tres souple | collant      | lourd     | tres lourd |
| 英訳              | dry   | fast hard  | fast hard | good firm | good firm | good firm  | dead soft | very soft   | slow holding | heavy     | very heavy |
| JRAの翻訳基準[53] |       | 良         | 良        | 良        | 良        | 稍重       | 重        | 重          | 重           | 不良      | 不良       |
このほかに馬場状態に関して「dur」（英語のhardに相当）、「ferme」（英語のfirmに相当）、「elastique」（英語のyieldingに相当）、「profond」（英語のdeepに相当）などの表現がある。
アメリカ
アメリカでは8種類に区分されている。
| 英語表記          | Hard        | Firm        | Good to Firm | Good | Good to Soft | Yielding | Soft | Heavy | Frozen |
| 日本語訳例        |             | 良          | 良           | 良   | 稍重         | 稍重     | 重   | 不良  |        |
| 日本語訳例        | 堅 堅良[55] | 堅 堅良[55] | 堅良         | 良   | 稍重         | 稍重     | 重   | 不良  |        |
| JRAの翻訳基準[56] | 良          | 良          |              | 稍重 |              | 重       | 重   | 不良  |        |
ドイツ
| ドイツ語表記[29]  | Hart | Fest | Gut      | Gut Stellenweise Weich | Weich Stellenweise Gut | Weich | Schwer | Schwer bis Tief | Tief |
| 日本語訳例        |      |      | 稍良[57] |                        |                        |       |        |                 |      |
| JRAの翻訳基準[29] | 良   | 良   | 良       | 稍重                   | 稍重                   | 重    | 不良   | 不良            | 不良 |
香港
| 英語表記          | firm | good to firm | good | good to yielding | yielding | yielding to soft | soft | heavy  |
| 中国語表記[58]    | 快地 | 好至快地     | 好地 | 好地至黏地       | 黏地     | 黏地至軟地       | 軟地 | 大爛地 |
| 日本語訳例        |      |              |      | 稍重[59]         |          |                  |      |        |
| JRAの翻訳基準[60] | 良   | 良           | 良   | 稍重             | 稍重     | 重               | 重   | 不良   |
UAE
| 英語表記          | Fast | Good | Yielding | Slow | Heavy |
| JRAの翻訳基準[61] | 良   | 良   | 稍重     | 重   | 不良  |
オーストラリア
| 英語表記          | Firm | Firm | Good | Good | Soft | Soft | Soft | Heavy | Heavy | Heavy |
| 英語表記          | 1    | 2    | 3    | 4    | 5    | 6    | 7    | 8     | 9     | 10    |
| JRAの翻訳基準[62] | 良   | 良   | 良   | 稍重 | 重   | 重   | 重   | 不良  | 不良  | 不良  |

### ダートコース
アメリカ
ダートコースでの競馬が主流のアメリカでは、次のように区分されている。
| 英語表記          | Fast | Wet fast | Good | Slow | Muddy | Sloppy | Heavy | Frozen |
| 日本語訳例        | 速   | 良       | 稍重 | 重   | 不良  | 不良   | 不良  |        |
| 日本語訳例        | 良   |          | 稍重 | 重   | 不良  | 不良   | 不良  |        |
| JRAの翻訳基準[56] | 良   | 稍重     | 稍重 | 重   | 重    | 不良   | 不良  |        |
日本のダートコースと違い、アメリカのダートコースは「土」状の為、水分量が増えて「Slow」「Heavy」「Muddy」になると文字通り走破タイムは遅くなる。部分的に湿っている場合に「Wet Fast」、水が浮くほどの場合に「Sloppy」など、多様な表記が行われる。
UAE
| 英語表記          | Fast | Good | Muddy | Sloppy | Sealed |
| JRAの翻訳基準[61] | 良   | 稍重 | 重    | 不良   | 不良   |

### オールウェザー（全天候型）コース
イギリス
イギリスでは人工素材を用いた全天候型（オールウェザー、AW）の走路が実用化されており、水分量に応じた区分が行われている。
| 英語表記          | fast | standard to fast | standard | standard to slow | slow |
| JRAの翻訳基準[41] | 良   | 良               | 良       | 良               | 稍重 |
しかし実際には、降雨によって人工素材の表面が均一ではなくなったり、危険になったりする問題が起きており、公正さの面でも問題視されている。
アイルランド
| 英語表記          | standard |
| JRAの翻訳基準[49] | 良       |
アイルランドでは、オールウェザーコースは常に「standard」である。

### 散水による馬場状態の保持
硬い馬場になると故障率が通常の馬場より高くなる傾向があり、日本以外では直前回避を行うことが増える。このため、ヨーロッパの競馬場では馬場が乾いて含水率が減少しすぎたとみなされた場合に、散水を行い馬場状態を保持している。結果、イギリスの競馬では平地競走においてはFirm以上、障害競走においてはGood to firm以上の硬い馬場で競走を行うことはほとんどない。
なお、日本のばんえい競馬では、晴天による乾燥で砂塵が舞い上がるのを防ぐことを主な目的として、走路への散水を実施することがある。